# Bocskaikert
Bocskaikert is een plaats (község) en gemeente in het Hongaarse comitaat Hajdú-Bihar. Bocskaikert telt 2818 inwoners (2006).